# Rejon stierlitamacki
Rejon stierlitamacki (stierlitamakski) (ros. Стерлитамакский район) - jeden z 54 rejonów w Baszkirii. Stolicą regionu jest Sterlitamak.
100% populacji stanowi ludność wiejska, ponieważ w regionie nie ma żadnego miasta.